# 12 Play
Pour les articles homonymes, voir Play.
Albums de R. Kelly
Born into the 90's
(1991-1992) R. Kelly
(1995)
Singles
1. Sex Me
Sortie : octobre 1993
2. Bump N' Grind
Sortie : février 1994
3. Your Body's Callin'
Sortie : mai 1994
4. Summer Bunnies
Sortie : août 1994

12 Play est le premier album studio en solo de R. Kelly. Avec cet opus, R. Kelly se révéla en tant qu’auteur-compositeur-interprète-producteur, dévoilant un artiste talentueux, capable de donner de la voix sur des slows sublimes.
La production musicale du CD est basé sur la séduction, (Your Body's Callin' ; Bump N' Grind), mais aussi sur la sexualité. Ainsi, le haletant Sex Me, chanson de 11 minutes, est censée durer le temps d'un câlin.
À l'opposé, R. Kelly laisse aussi parler ses émotions profondes avec Sadie, une chanson dédiée à sa mère décédée.
12 Play est le 1er volet d'une trilogie comprenant également TP-2.com (2000) et TP.3 Reloaded (2005).
L’album a été certifié 6 fois disque de platine (6 000 000 d'exemplaires vendus) aux États-Unis.
Les ventes mondiales sont estimées à environ 7 200 000.

## Liste des titres
| No  | Titre                      | Auteur/Compositeur                             | Durée |
| --- | -------------------------- | ---------------------------------------------- | ----- |
| 1.  | Your Body's Callin'        | R. Kelly                                       | 4:37  |
| 2.  | Bump N' Grind              | R. Kelly                                       | 4:15  |
| 3.  | Homie, Lover Friend        | R. Kelly                                       | 4:22  |
| 4.  | It Seems Like You're Ready | R. Kelly                                       | 4:38  |
| 5.  | Freak Dat Body             | R. Kelly                                       | 3:43  |
| 6.  | I Like The Crotch On You   | R. Kelly                                       | 6:37  |
| 7.  | Summer Bunnies             | R. Kelly                                       | 4:14  |
| 8.  | For You                    | R. Kelly                                       | 5:01  |
| 9.  | Back To The Hood Of Things | Snoop Dogg, Dr. Dre                            | 3:52  |
| 10. | Sadie                      | Bruce Hawes, Joseph Jefferson, Charles Simmons | 4:30  |
| 11. | Sex Me Pt I & II           | R. Kelly                                       | 11:27 |
| 12. | 12 Play                    | R. Kelly                                       | 5:54  |

## Charts
Aux États-Unis, 12 Play est entré au Billboard 200 à la 23e place. Il s'en est vendu 44 000 exemplaires en 1re semaine.
Au total, il est resté 65 semaines classées, dont 18 semaines dans le Top 10.
Au Royaume-Uni, il s'est classé 69 semaines (dont 39 consécutives) dans les charts britanniques.
| Classements / Pays (1992)        | Meilleure position |
| -------------------------------- | ------------------ |
| Billboard 200                    | 2                  |
| Billboard Top R&B/Hip-Hop Albums | 1 (9 semaines)     |
| UK Albums Chart                  | 20                 |
| Pays-Bas                         | 66                 |

## Certifications
| Pays                  | Certification | Unités certifiées |
| --------------------- | ------------- | ----------------- |
| Canada (Music Canada) | Or            | 50 000            |
| États-Unis (RIAA)     | 6 × Platine   | 6 000 000         |
| Royaume-Uni (BPI)     | Or            | 100 000           |